# Narciso Mendoza, Chiapas
Narciso Mendoza är en ort i Mexiko.   Den ligger i kommunen Mapastepec och delstaten Chiapas, i den sydöstra delen av landet, 800 km sydost om huvudstaden Mexico City. Narciso Mendoza ligger 11 meter över havet och antalet invånare är 154.
Terrängen runt Narciso Mendoza är mycket platt. Runt Narciso Mendoza är det ganska tätbefolkat, med 56 invånare per kvadratkilometer. Närmaste större samhälle är Mapastepec, 13,7 km norr om Narciso Mendoza. Omgivningarna runt Narciso Mendoza är en mosaik av jordbruksmark och naturlig växtlighet.